# 諸星俊男
諸星 俊男（もろほし としお、1953年8月24日 - ）は、日本の実業家。兵庫県出身。
1976年に東京大学工学部物理工学科を卒業し、富士通に入社。外資企業の社長を歴任後、2015年に安川情報システム代表取締役社長に就任。現在は日本ペイントホールディングス、ウイングアーク1st、ティーガイアの独立社外取締役を歴任。

## 学歴
- 1976年3月 - 東京大学工学部物理工学科 卒業
- 1991年6月 - ペンシルバニア大学ウォートンビジネススクール AMP 修了

## 職歴
- 1976年4月  - 富士通入社[1]
- 1992年12月 - 韓国富士通(株) 取締役企画本部長
- 1994年12月 - 富士通パーソナルビジネス本部 開発推進部長
- 1995年12月 - 富士通パーソナルシステムズ副社長（1996年2月、富士通PCコーポレーションに改称）
- 1998年6月 - 富士通PCコーポレーション取締役社長 兼 CEO[1]
- 2004年6月 - 富士通コンピュータシステムズ（現 富士通アメリカ）取締役社長 兼 CEO[1]
- 2005年10月 - 富士通 経営執行役[1] 兼 北米総支配人
- 2006年6月  - 富士通 経営執行役 兼 グローバルマーケティング本部長
- 2007年4月  - 富士通 経営執行役 兼 プロダクトマーケティング本部長
- 2007年7月  - EMCジャパン 代表取締役社長 兼 EMCコーポレーション本社 副社長（オフィサー）[1]
- 2012年1月  - 日本NCR 代表取締役社長 兼 CEO 兼 NCR Corporation北アジア地区代表[1]
- 2015年5月  - 安川情報システム 代表取締役社長[1]
- 2018年5月  - 安川情報システム 顧問
- 2018年3月  - 日本ペイントホールディングス社外取締役[1] 兼 指名諮問委員会委員[2]
- 2018年8月  - ウイングアーク1st社外取締役[1]
- 2020年3月  - 日本ペイントホールディングス 指名委員会委員、監査委員会委員[2]
- 2020年6月  - ティーガイア社外取締役[1]